# Мирослав Момчиловић
Мирослав Момчиловић (Београд, 1969) српски је режисер и сценариста. Дипломирао је драматургију на Факултету драмских уметности у Београду.
Ожењен је и има ћерку Миљy и сина Николу.

## Филмографија
- Кад порастем бићу Кенгур (2004)
- Седам и по (2006)
- Чекај ме, ја сигурно нећу доћи (2009)
- Смрт човека на Балкану (2012)
- Смрдљива бајка (2015)
- Викенд са ћалетом (2020)